# Sewanee
Sewanee – jednostka osadnicza w Stanach Zjednoczonych, w stanie Tennessee, w hrabstwie Franklin.